# Vitre (España)
Vitre (llamada oficialmente San Xoán de Vitre) es una parroquia del municipio de Frades, en la provincia de La Coruña, Galicia, España.

## Entidades de población
Entidades de población que forman parte de la parroquia:
- A Igrexa
- As Corredoiras
- Augas Santas
- Casal (O Casal)
- Currillos (Os Currillos)
- Loureiros (Os Loureiros)
- O Campo
- O Piñeiro
- Pereiruga (A Pereiruga)
- Porta dos Caos
- Reboredo
- Uceira (A Uceira)
- Vilarxoán

## Despoblado
- Virtudes (As Virtudes)

## Demografía
| Gráfica de evolución demográfica de Vitre entre 2000 y 2018 |
|                                                             |
| Población de derecho según el padrón municipal del INE      |